# ووكرسفيل (ماريلاند)
ووكرسفيل (بالإنجليزية: Walkersville, Maryland)‏ هي بلدة تقع في مقاطعة فريدريك، ميريلاند بولاية ماريلاند في الولايات المتحدة. تبلغ مساحتها 11.29 (كم²)، وترتفع عن سطح البحر 94 م، بلغ عدد سكانها 5800 نسمة في عام 2010 حسب إحصاء مكتب تعداد الولايات المتحدة وتصل الكثافة السكانية فيها 514.8 نسمة/كم2.

## التركيبة السكانية
قام مكتب تعداد الولايات المتحدة بتحديد بيانات التركيبة السكانية لووكرسفيل في تعداد الولايات المتحدة. في ما يلي، التركيبة السكانية حسب تعدادي 2000 و2010.

### تعداد عام 2000
بلغ عدد سكان ووكر 1,069 نسمة بحسب تعداد عام 2000، وبلغ عدد الأسر 449 أسرة وعدد العائلات 258 عائلة مقيمة في المدينة. في حين سجلت الكثافة السكانية 734.3 نسمة لكل ميل مربع (283.5/كم2). وبلغ عدد الوحدات السكنية 517 وحدة بمتوسط كثافة قدره 355.1 نسمة لكل ميل مربع (137.1/كم2).
وتوزع التركيب العرقي للمدينة بنسبة 88.59% من البيض و 8.98% من الأمريكيين الأصليين و 0.28% من الأمريكيين ذوي الأصول الآسيوية و 0.09% من الأمريكيين الأفارقة و 1.78% من عرقين مختلطين أو أكثر.
بلغ عدد الأسر 449 أسرة كانت نسبة 24.7% منها لديها أطفال تحت سن الثامنة عشر تعيش معهم، وبلغت نسبة الأزواج القاطنين مع بعضهم البعض 43.7% من أصل المجموع الكلي للأسر، ونسبة 10.0% من الأسر كان لديها معيلات من الإناث دون وجود شريك، وكانت نسبة 42.5% من غير العائلات. تألفت نسبة 39.0% من أصل جميع الأسر من أفراد ونسبة 22.5% كانوا يعيش معهم شخص وحيد يبلغ من العمر 65 عاماً فما فوق. وبلغ متوسط حجم الأسرة المعيشية 2.86، أما متوسط حجم العائلات فبلغ 2.16.
بلغ العمر الوسطي للسكان 42 عاماً. وكانت نسبة 22.5% من القاطنين تحت سن الثامنة عشر، وكانت نسبة 5.7% بين الثامنة عشر والأربعة وعشرون عاماً، ونسبة 26.1% كانت واقعةً في الفئة العمرية ما بين الخامسة والعشرون حتى والأربعة وأربعون عاماً، ونسبة 21.0% كانت ما بين الخامسة والأربعون حتى الرابعة والستون، ونسبة 24.6% كانت ضمن فئة الخامسة والستون عاماً فما فوق. يوجد لكل 100 أنثى 92.3 ذكر، ويوجد لكل 100 أنثى في الثامنة عشر من عمرها فما فوق 86.9 ذكر.
بلغ متوسط دخل الأسرة في المدينة 33,125 دولار، أما متوسط دخل العائلة فبلغ 44,063 دولار. وكان متوسط دخل الذكور 31,324 دولار مقابل 25,435 دولار للإناث. وسجل دخل الفرد الخاص بالمدينة 17,079 دولار. وكانت نسبة 8.0% من العائلات ونسبة 12.4% من السكان تحت خط الفقر، وكان من هؤلاء نسبة 15.3% تحت سن الثامنة عشر ونسبة 14.7% في الخامسة والستين من العمر وما فوق.

### تعداد عام 2010
بلغ عدد سكان ووكرسفيل 5,800 نسمة بحسب تعداد عام 2010، وبلغ عدد الأسر 2,094 أسرة وعدد العائلات 1,583 عائلة مقيمة في البلدة. في حين سجلت الكثافة السكانية 1,333.3 نسمة لكل ميل مربع (514.8/كم2). وبلغ عدد الوحدات السكنية 2,206 وحدة بمتوسط كثافة قدره 507.1 لكل ميل مربع (195.8/كم2).
وتوزع التركيب العرقي للبلدة بنسبة 88.0% من البيض و 0.3% من الأمريكيين الأصليين و 2.4% من الأمريكيين ذوي الأصول الآسيوية و 5.2% من الأمريكيين الأفارقة و 2.6% من عرقين مختلطين أو أكثر.
بلغ عدد الأسر 2,094 أسرة كانت نسبة 40.1% منها لديها أطفال تحت سن الثامنة عشر تعيش معهم، وبلغت نسبة الأزواج القاطنين مع بعضهم البعض 61.4% من أصل المجموع الكلي للأسر، ونسبة 10.6% من الأسر كان لديها معيلات من الإناث دون وجود شريك، بينما كانت نسبة 3.6% من الأسر لديها معيلون من الذكور دون وجود شريكة وكانت نسبة 24.4% من غير العائلات. تألفت نسبة 21.5% من أصل جميع الأسر من أفراد ونسبة 11.2% كانوا يعيش معهم شخص وحيد يبلغ من العمر 65 عاماً فما فوق. وبلغ متوسط حجم الأسرة المعيشية 3.16، أما متوسط حجم العائلات فبلغ 2.71.
بلغ العمر الوسطي للسكان 40.6 عاماً. وكانت نسبة 26.1% من القاطنين تحت سن الثامنة عشر، وكانت نسبة 6.9% بين الثامنة عشر والأربعة وعشرون عاماً، ونسبة 24% كانت واقعةً في الفئة العمرية ما بين الخامسة والعشرون حتى والأربعة وأربعون عاماً، ونسبة 29.9% كانت ما بين الخامسة والأربعون حتى الرابعة والستون، ونسبة 13.3% كانت ضمن فئة الخامسة والستون عاماً فما فوق. وتوزع التركيب الجنسي للسكان بنسبة 47.6% ذكور و52.4% إناث.

## وصلات خارجية
- http://www.walkersville-md.com/
- The US50 - Cities and Towns in Maryland State
- Maryland Cities and Towns, Facts, Map, Flag, Colleges, Government, and More